# Sven Widmalm
Sven Widmalm född den 12 april 1956, är en svensk idéhistoriker. Han är professor i idé- och lärdomshistoria vid Uppsala universitet. 

## Biografi
Sven Widmalm disputerade i idé- och lärdomshistoria vid Uppsala universitet 1990 med avhandlingen “Mellan kartan och verkligheten: geodesi och kartläggning, 1695-1860”. Mellan 2005 och 2011 var han ledamot i Svenska nationalkommittén för teknik och vetenskapshistoria och  satt mellan 2005 och 2016 som ledamot i styrelsen för Centrum för teknik och vetenskapsstudier vid Uppsala universitet. Från 2011-2016 var Widmalm ordförande för det svenska lärdomshistoriska samfundet och var även redaktör för dess årsbok Lychnos mellan 2001 och 2006. Sedan 2012 är Sven Widmalm ledamot i Kungliga vetenskapsakademien och sitter även i Uppsala universitets konsistorium sedan 2015. Widmalm har tidigare varit verksam som professor vid Linköpings universitet, och är sedan 2010 professor i idé- och lärdomshistoria vid Uppsala universitet. Widmalm är även en skribent för Tidskriften Respons. Han är bror till statsvetaren Sten Widmalm.

## Forskning
Sven Widmalms forskning är vetenskapshistoriskt inriktad och behandlar ofta relationen mellan vetenskap och politik.

## Publikationer i urval
- Neutrality in twentieth-century Europe: Intersections of science, culture, and politics after the First World War, Widmalm, S., Lettevall, R., Somsen, G. (2012).
- Det forskningspolitiska laboratoriet, Förväntningar på vetenskapen 1900–2010, with A. Tunlid, Nordic Academic Press, 2016.
- Widmalm, S. (2016). Kund(d)skapssamhället. In Shirin AhlbäckÖberg, Li Bennich-Björkman, Jörgen Hermansson, Anna Jarstad, Christer Karlsson, Sten Widmalm (red.) Det hotade universitetet, Stockholm: Dialogos Förlag, 29-44.
- •”Vetenskap som propaganda: Akademiska kontakter mellan Sverige och Tyskland under Tredje riket”, De intellektuellas förräderi? : Intellektuellt utbyte mellan Sverige och Tredje riket, ed Maria Björkman, Patrik Lundell, Sven Widmalm, Lund: Arkiv förlag & tidskrift, 2016